# Диоцез Содора и Мэна
Диоцез Содора и Мэна (англ. Diocese of Sodor and Man) — диоцез Церкви Англии. Исторически более большой по площади, сегодня диоцез охватывает лишь остров Мэн и близлежащие островки.

## История
Норвежский диоцез Содора был сформирован в 1154 году. Он покрывал Гебридские острова и прочие острова вдоль западного побережья Шотландии. Этот диоцез был «викарным» диоцезом в архидиоцезе Тронхейма.
Норвегия контролировала все эти острова до 1266 года, когда ей пришлось их уступить Шотландии. Остров Мэн был отделен от Шотландских островов и перешел под власть Короля Англии в 1334 году. После он управлялся феодальными лордами Мэна (семья Стэнли, графы Дерби) в 1430—1736 годах и герцогами Атолл в 1736—1765 годах, после этого управление перешло к Короне. Право назначать епископа Содора и Мэна принадлежало лордам Мэна. Им продолжали пользоваться герцоги Атолла и после 1765 года, пока в 1828 году оно не перешло монарху. Остров Мэн никогда не был включён в Великобритании — это королевское коронное владение.
Во время Реформации в Англии диоцез Содора и Мэна покинул Римско-Католическую Церковь при Генрихе VIII. Епископ диоцеза, Том Стэнли не поддерживал реформы (особенно выведение диоцеза из юрисдикции провинции Кентербери под юрисдикцию провинции Йорка), поэтому был лишён должности Генрихом VIII. Он воссоединился с Католической Церковью на короткий срок при Марии Тюдор (которая восстановила Стэнли в должности), однако снова отделился при Елизавете I. Так как остров Мэн не являлся частью Английского королевства, Акт о единообразии от 1662 года, который был принят во время реставрации Стюартов, не распространялся на территорию острова. Это позволило епископу Тому Уилсону ввести богослужение на Мэнском языке на время своего епископата в 1697—1755 годах.